# Werchter
Werchter è un piccolo villaggio situato nei pressi di Rotselaar, in Belgio, alla confluenza dei fiumi Demer e Dyle. 
È sede del Rock Werchter e il luogo di nascita dei pittori Cornelius Van Leemputten e Frans Van Leemputten. 
Il Rock Werchter è un celebre festival musicale che si tiene con cadenza annuale nel primo fine settimana della stagione estiva dal 1974. È il maggiore evento musicale in Belgio.